# Công tử Yển (nước Trịnh)
Công tử Yển (？－？), họ Cơ, tên Yển, tự Tử Du (子游), thụy hiệu Tuyên, là con trai của Trịnh Mục công, em trai của Trịnh Linh công và Trịnh Tương công. Ông được xem là thủy tổ của họ Du, một trong Thất Mục. Ông là quan Đại phu nước Trịnh, giữ chức Khanh.

## Sự nghiệp
Năm 588 TCN, liên quân chư hầu đóng quân ở Bá Ngưu, từ phía đông tiến đánh nước Trịnh để trừng phạt việc nước Trịnh tỏ ra hai lòng trong trận Bật đối với nước Tấn. Công tử Yển chỉ huy quân chống cự, ông ra lệnh cho quân địa phương ở vùng biên giới phía đông của nước Trịnh phục kích ở đất Mạn, cuối cùng đánh bại liên quân chư hầu ở Khâu Dư.
Năm 586 TCN, Hứa Linh công ở nước Sở tố cáo Trịnh Điệu công xâm phạm nước Hứa. Đến tháng 6, Trịnh Điệu công đến nước Sở để tranh tụng nhưng không thành công. Người nước Sở bắt giữ Hoàng Tuất và Tử Quốc của nước Trịnh. Trịnh Điệu công sau khi trở về nước liền phái công tử Yển đến nước Tấn cầu hòa. Đến tháng 8, Trịnh Điệu công và Triệu Đồng của nước Tấn kết minh ở Thùy Cức.
Năm 585 TCN, Trịnh Điệu công đến nước Tấn để bái tạ việc hòa giải, công tử Yển làm bồi thần giúp lễ, cử hành nghi thức "thụ ngọc" ở phía đông cột đông tại điện chính.